# Copa Libertadores Femenina 2023
Die Copa Libertadores Femenina 2023 war die 15. Austragung des einzigen internationalen Frauenfußballwettbewerbes für Vereinsmannschaften des südamerikanischen Kontinentalverbandes CONMEBOL. Der Wettbewerb wurde in einem rund zweiwöchigen Turniermodus in Kolumbien ausgetragen.
Der brasilianische Titelverteidiger Palmeiras São Paulo unterlag im Finale seinem Lokalrivalen Corinthians São Paulo, der damit seinen vierten Titel (einschließlich jenen während seiner Kooperation mit GO Audax von 2017) gewann.

## Modus
Die 16 teilnehmenden Mannschaften spielten in vier Gruppen, aus denen sich die beiden besten Teams für die Finalrunde qualifizierten. Ab dem Viertelfinale wurde der Sieger im K.-o.-System ermittelt.

## Teilnehmende Mannschaften
| Land        | Verein                     | Qualifikationsgrund                                          |
| ----------- | -------------------------- | ------------------------------------------------------------ |
| Argentinien | Boca Juniors               | Argentinischer Meister 2022                                  |
| Bolivien    | Club Always Ready          | Gewinner der Copa Simón Bolívar Femenina 2023                |
| Brasilien   | Palmeiras São Paulo        | Titelverteidiger                                             |
| Brasilien   | Corinthians São Paulo      | Brasilianischer Meister 2022                                 |
| Brasilien   | Internacional Porto Alegre | Vizemeister der brasilianischen Meisterschaft 2022           |
| Chile       | CSD Colo-Colo              | Meister der Primera División de Fútbol Femenino 2022         |
| Chile       | Universidad de Chile       | Sieger der Copa-Libertadores-Playoffs                        |
| Kolumbien   | Independiente Santa Fe     | Kolumbianischer Meister 2023                                 |
| Kolumbien   | América de Cali            | Kolumbianischer Vizemeister 2023                             |
| Kolumbien   | Atlético Nacional          | Bestes noch nicht qualifiziertes Team der Gesamttabelle 2023 |
| Ecuador     | Barcelona SC               | Meister des Campeonato Ecuatoriano de Fútbol Femenino 2023   |
| Paraguay    | Club Olimpia               | Meister des Campeonato Paraguayo de Fútbol Femenino 2023     |
| Paraguay    | Libertad-Limpeño           | Vizemeister des Campeonato Paraguayo de Fútbol Femenino 2023 |
| Peru        | Universitario de Deportes  | Meister des Campeonato Peruano de Fútbol Femenino 2023       |
| Uruguay     | Nacional Montevideo        | Meister des Campeonato Uruguayo de Fútbol Femenino 2022      |
| Venezuela   | FC Caracas                 | Meister des Campeonato Venezolano de Fútbol Femenino 2023    |

## Turnierverlauf

### Vorrunde

#### Gruppe A
| Pl. | Verein              | Sp. | S | U | N | Tore    | Diff. | Punkte |
| --- | ------------------- | --- | - | - | - | ------- | ----- | ------ |
| 1.  | Palmeiras São Paulo | 3   | 3 | 0 | 0 | 015:300 | +12   | 09     |
| 2.  | Atlético Nacional   | 3   | 2 | 0 | 1 | 009:600 | +3    | 06     |
| 3.  | Barcelona SC        | 3   | 1 | 0 | 2 | 005:100 | −5    | 03     |
| 4.  | FC Caracas          | 3   | 0 | 0 | 3 | 002:120 | −10   | 0      |

| 5. Oktober 2023   |     |                   |
| Palmeiras         | 5:0 | Barcelona         |
| Caracas           | 0:3 | Atlético Nacional |
| 8. Oktober 2023   |     |                   |
| Palmeiras         | 6:0 | Caracas           |
| Barcelona         | 2:3 | Atlético Nacional |
| 11. Oktober 2023  |     |                   |
| Atlético Nacional | 3:4 | Palmeiras         |
| Barcelona         | 3:2 | Caracas           |

#### Gruppe B
| Pl. | Verein                    | Sp. | S | U | N | Tore    | Diff. | Punkte |
| --- | ------------------------- | --- | - | - | - | ------- | ----- | ------ |
| 1.  | CF Universidad de Chile   | 3   | 2 | 1 | 0 | 004:200 | +2    | 07     |
| 2.  | Club Olimpia              | 3   | 2 | 0 | 1 | 006:400 | +2    | 06     |
| 3.  | Independiente Santa Fe    | 3   | 1 | 1 | 1 | 006:300 | +3    | 04     |
| 4.  | Universitario de Deportes | 3   | 0 | 0 | 3 | 001:800 | −7    | 0      |

| 5. Oktober 2023      |     |                      |
| Universitario        | 0:1 | Universidad de Chile |
| Santa Fe             | 1:2 | Olimpia              |
| 8. Oktober 2023      |     |                      |
| Olimpia              | 1:2 | Universidad de Chile |
| Santa Fe             | 4:0 | Universitario        |
| 11. Oktober 2023     |     |                      |
| Universidad de Chile | 1:1 | Santa Fe             |
| Olimpia              | 3:1 | Universitario        |

#### Gruppe C
| Pl. | Verein                | Sp. | S | U | N | Tore    | Diff. | Punkte |
| --- | --------------------- | --- | - | - | - | ------- | ----- | ------ |
| 1.  | Corinthians São Paulo | 3   | 3 | 0 | 0 | 012:000 | +12   | 09     |
| 2.  | CSD Colo-Colo         | 3   | 2 | 0 | 1 | 009:300 | +6    | 06     |
| 3.  | Libertad-Limpeño      | 3   | 1 | 0 | 2 | 003:140 | −11   | 03     |
| 4.  | Club Always Ready     | 3   | 0 | 0 | 3 | 003:100 | −7    | 0      |

| 6. Oktober 2023  |     |                  |
| Always Ready     | 1:3 | Libertad/Limpeño |
| Corinthians      | 1:0 | Colo-Colo        |
| 9. Oktober 2023  |     |                  |
| Colo-Colo        | 4:0 | Libertad/Limpeño |
| Corinthians      | 6:0 | Always Ready     |
| 12. Oktober 2023 |     |                  |
| Colo-Colo        | 5:2 | Always Ready     |
| Libertad/Limpeño | 0:5 | Corinthians      |

#### Gruppe D
| Pl. | Verein                     | Sp. | S | U | N | Tore    | Diff. | Punkte |
| --- | -------------------------- | --- | - | - | - | ------- | ----- | ------ |
| 1.  | Internacional Porto Alegre | 3   | 3 | 0 | 0 | 012:200 | +10   | 09     |
| 2.  | América de Cali            | 3   | 1 | 1 | 1 | 007:500 | +2    | 04     |
| 3.  | Boca Juniors               | 3   | 1 | 1 | 1 | 006:700 | −1    | 04     |
| 4.  | Nacional Montevideo        | 3   | 0 | 0 | 3 | 001:120 | −11   | 0      |

| 6. Oktober 2023  |     |                 |
| Nacional         | 0:3 | Internacional   |
| Boca Juniors     | 1:1 | América de Cali |
| 9. Oktober 2023  |     |                 |
| Boca Juniors     | 5:1 | Nacional        |
| América de Cali  | 2:4 | Internacional   |
| 12. Oktober 2023 |     |                 |
| Internacional    | 5:0 | Boca Juniors    |
| América de Cali  | 4:0 | Nacional        |

### Finalrunde

#### Viertelfinale
| Datum            |                            | Ergebnis |                   | Ort                                     |
| ---------------- | -------------------------- | -------- | ----------------- | --------------------------------------- |
| 14. Oktober 2023 | Palmeiras São Paulo        | 6:0      | Club Olimpia      | Estadio Metropolitano de Techo, Bogotá  |
| 14. Oktober 2023 | CF Universidad de Chile    | 1:2      | Atlético Nacional | Estadio Metropolitano de Techo, Bogotá  |
| 15. Oktober 2023 | Corinthians São Paulo      | 4:0      | América de Cali   | Estadio Olímpico Pascual Guerrero, Cali |
| 15. Oktober 2023 | Internacional Porto Alegre | 4:2      | CSD Colo-Colo     | Estadio Olímpico Pascual Guerrero, Cali |

#### Halbfinale
| Datum            |                       | Ergebnis              |                            | Ort                                     |
| ---------------- | --------------------- | --------------------- | -------------------------- | --------------------------------------- |
| 17. Oktober 2023 | Palmeiras São Paulo   | 3:1                   | Atlético Nacional          | Estadio Metropolitano de Techo, Bogotá  |
| 18. Oktober 2023 | Corinthians São Paulo | 1:1 n. V. (4:3 i. E.) | Internacional Porto Alegre | Estadio Olímpico Pascual Guerrero, Cali |

- Schiedsrichterinnen:  Emikar Calderas Barrera (Halbfinale 1),  Laura Fortunato (Halbfinale 2)

#### Spiel um Platz 3
| Datum            |                   | Ergebnis |                            | Ort                                    |
| ---------------- | ----------------- | -------- | -------------------------- | -------------------------------------- |
| 21. Oktober 2023 | Atlético Nacional | 3:2      | Internacional Porto Alegre | Estadio Metropolitano de Techo, Bogotá |

#### Finale
| Palmeiras São Paulo                                          | Palmeiras São Paulo | Corinthians São Paulo | Corinthians São Paulo |
| ------------------------------------------------------------ | --- | --- | --------------------- |
| Palmeiras São Paulo                                          | \| 21. Oktober 2023 in Cali (Estadio Olímpico Pascual Guerrero) \| \| Ergebnis: 0:1 (0:1) \| \| Schiedsrichter: Zulma Quiñónez ( Paraguay) \|                                                                                             | \| 21. Oktober 2023 in Cali (Estadio Olímpico Pascual Guerrero) \| \| Ergebnis: 0:1 (0:1) \| \| Schiedsrichter: Zulma Quiñónez ( Paraguay) \| | Corinthians São Paulo |
| Palmeiras São Paulo                                          | Amanda – Katrine Costa, Flávia Mota, Poliana (88. Letícia Ferreira) – Camila (34. Juliete), Lorena Benítez (73. Yamila Rodrigues), Laís Estevam, Bruna Calderan – Bia Zaneratto, Amanda Gutierres, Duda Santos Cheftrainer: Ricardo Belli | Letícia Izidoro – Katiuscia, Tarciane, Mariza, Yasmim – Gabi Portilho (90.+3' Ju Ferreira), Luana Bertolucci (78. Isabela), Millene, Victória Albuquerque (65. Jheniffer), Tamires – Gabi Zanotti (78. Andressa Pereira) Cheftrainer: Arthur Elias | Corinthians São Paulo |
| Palmeiras São Paulo                                          | 0:1 Millene (30.) | | Corinthians São Paulo |
| 21. Oktober 2023 in Cali (Estadio Olímpico Pascual Guerrero) | | |                       |
| Ergebnis: 0:1 (0:1)                                          | | |                       |
| Schiedsrichter: Zulma Quiñónez ( Paraguay)                   | | |                       |

## Siegermannschaft
| Corinthians São Paulo | |
|                       | - Tor: Kemelli; Letícia Izidoro - Abwehr: Andressa Pereira; Katiuscia; Isabela; Tamires ; Paulinha; Tarciane; Yasmim - Mittelfeld: Duda Sampaio; Gabi Zanotti; Ju Ferreira; Victória Albuquerque; Luana Bertolucci; Mariza - Sturm: Jheniffer; Millene; Fernanda; Jaqueline; Gabi Portilho - Trainer: Arthur Elias |

## Schiedsrichterinnen
| Land        | Schiedsrichterin        | Schiedsrichterassistentinnen              |
| ----------- | ----------------------- | ----------------------------------------- |
| Argentinien | Laura Fortunato         | Mariana de Almeida Gisela Trucco          |
| Bolivien    | Adriana Farfán          | Inés Choque Elizabeth Blanco              |
| Brasilien   | Edina Alves Batista     | Neuza Back Fabrini Bevilaqua              |
| Chile       | María Carvajal          | Marcia Castillo Leslie Vásquez            |
| Kolumbien   | Jenny Arias             | Mary Blanco Mayra Sánchez                 |
| Ecuador     | Susana Corella          | Mónica Amboya Viviana Segura              |
| Paraguay    | Zulma Quiñónez          | Nancy Fernández Nadia Weiler              |
| Peru        | Milagros Arruela        | Vera Yupanqui Gabriela Moreno             |
| Uruguay     | Anahí Fernández         | Daiana Fernández Belén Clavijo            |
| Venezuela   | Emikar Calderas Barrera | Migdalía Rodríguez Chirino Thaity Dugarte |

## Beste Torschützinnen
| Rang | Spielerin        | Klub                       | Tore |
| ---- | ---------------- | -------------------------- | ---- |
| 1    | Priscila Flor    | Internacional Porto Alegre | 8    |
| 2    | Millene          | Corinthians São Paulo      | 6    |
| 2    | Bia Zaneratto    | Palmeiras São Paulo        | 6    |
| 4    | Manuela González | Atlético Nacional          | 5    |
| 4    | Amanda Gutierres | Palmeiras São Paulo        | 5    |